# Cal-Maine
Cal-Maine – amerykańskie przedsiębiorstwo z siedzibą w Jackson w stanie Missisipi, zajmujące się produkcją i sprzedażą jajek. Firma posiada 32,4 mln niosek oraz jest największym producentem jaj w Stanach Zjednoczonych. W 2014 roku sprzedała ponad 12 mld jaj.
Największym klientem Cal-Maine jest Walmart, do którego w 2014 roku sprzedane zostało 28,2% jaj wyprodukowanych przez firmę.
Do zakładów firmy należą 3 zakłady rozpłodowe, 2 wylęgarnie, 4 centra dystrybucji hurtowej, 20 zakładów produkcji pasz, 43 zakłady produkcji jaj, 27 zakładów hodowlanych oraz 38 zakładów przetwórczych i zakładów pakowania. Zakłady zlokalizowane są w Alabamie, Arkansas, na Florydzie, w Georgii, Kansas, Karolinie Północnej, Karolinie Południowej, Kentucky, Luizjanie, Missisipi, Ohio, Oklahomie, Tennessee, Teksasie i Utah.